# Mabel at the Wheel
Mabel at the Wheel (br: Carlitos banca o tirano / pt: Charlot tem um rival) é um filme mudo de curta-metragem estadunidense de 1914, do gênero comédia, produzido por Mack Sennett para os Estúdios Keystone, dirigido por Mabel Normand e Mack Sennett, e com Charles Chaplin e Mabel Normand no elenco.

## Sinopse
Carlitos persegue os favores de Mabel, a namorada de um campeão automobilístico, e lhe oferece um passeio em sua motocicleta, porém ele a derruba em um charco, fazendo com que ela retorne ao seu antigo amor. Carlitos, então, sabota o carro do rival, com a ajuda de cúmplices, e o aprisiona para que ele não possa participar da corrida. Porém, ao iniciar a corrida, Mabel corre em lugar do namorado, e apesar de Carlitos fazer de tudo para sabotar a corrida, Mabel vence.

## Elenco
- Charles Chaplin .... tirano
- Mabel Normand .... Mabel
- Harry McCoy .... namorado de Mabel
- Chester Conklin .... pai de Mabel
- Mack Sennett .... repórter
- Al St. John .... cúmplice de Carlitos
- Joe Bordeaux .... personagem indeciso
- Mack Swain .... espectador
- William Hauber .... co-motorista de Mabel